# HMS Norrtälje (T133/R133)

HMS Norrtäljes vapen.

HMS Norrtälje (T133), senare (R133), var en torpedbåt av Norrköping-klass i svenska flottan som sjösattes den 18 september 1973. Hon ombyggdes från torped- till robotbåt mellan 1982 och 1984 och fick då beteckningen R133 istället för T133.